# Sami Trabelsi
Pour les articles homonymes, voir Trabelsi.
Sami Trabelsi (arabe : سامي الطرابلسي), né le 4 février 1968 à Sfax, est un footballeur international puis entraîneur tunisien. Il évolue au poste de défenseur central du milieu des années 1980 au début des années 2000.

## Carrière
Formé au Sfax railway sport, il effectue la majorité de sa carrière au Club sportif sfaxien, avec qui il remporte le championnat de Tunisie et la coupe de Tunisie en 1995, ainsi que la coupe de la CAF 1998.
Avec la sélection tunisienne, il est finaliste de la CAN 1996 ; il compte au total 66 sélections pour un but marqués.
Devenu entraîneur, il dirige de 2009 à 2011 la sélection olympique tunisienne avant de devenir, de mars 2011 à février 2013, sélectionneur de l'équipe de Tunisie. Il remporte à la tête de la sélection le championnat d'Afrique des nations de football 2011.

### Joueur
Il commence sa carrière avec l'équipe du Sfax railway sport puis rejoint le Club sportif sfaxien (CSS). Il devient capitaine de la sélection nationale à partir de la coupe du monde 1998 organisée en France.
Il remporte le championnat de Tunisie et la coupe de Tunisie en 1995 avec le CSS. Avec le même club, il remporte la coupe de la CAF 1998 en tant que joueur puis la coupe de la confédération 2008 avec la casquette de dirigeant. Avec l'équipe nationale, il est finaliste de la CAN 1996.

### Entraîneur
En août 2009, il est entraîneur de la sélection olympique tunisienne ainsi qu'adjoint au sélectionneur de la sélection A, avant d'être nommé sélectionneur en mars 2011, après une victoire au championnat d'Afrique des nations 2011. Il remet sa démission le 8 février 2013 après l'échec de la Tunisie lors de la CAN 2013.
En février 2025, il est nommé en qualité de sélectionneur de l'équipe nationale tunisienne en vue des éliminatoires de la coupe du monde 2026 et la CAN 2025 à la suite du départ de Faouzi Benzarti en octobre 2024.

## Décorations
- Commandeur de l'Ordre national du Mérite (Tunisie, 2012)[5].